# جولي ريفيس
جولي ريفيس (بالإنجليزية: Julie Reeves)‏ هي مغنية وكاتبة غنائية أمريكية، ولدت في 18 يونيو 1974.

## وصلات خارجية
- جولي ريفيس على موقع ميوزك برينز (الإنجليزية)
- جولي ريفيس على موقع ديسكوغز (الإنجليزية)